# Сидельникова, Хриесса Евгеньевна
Хрие́сса Евге́ньевна Сиде́льникова (8 марта 1898, Петропавловск, Сарапульский уезд, Пермская губерния, Российская империя — ?) — советский государственный, партийный и общественный деятель. Почётный гражданин Йошкар-Олы (1969). Участница Гражданской войны в России. Член РКП(б) с 1920 года.

## Биография
Родилась 8 марта 1898 года в с. Петропавловск ныне Пермского края в семье рабочего.
В 1919 году со своим первым мужем приехала в современный Мари-Турекский район Марий Эл. В 1919 году в Гражданской войне погиб её первый муж. В 1920 году добровольно вступила в особый отряд по борьбе с бандитизмом и дезертирством. В 1921 году начала работать в партийном органе Сернурского района Марийской автономной области, где пережила нападение при исполнении своих обязанностей. Восстановив здоровье, уехала в Москву, где работала на швейной фабрике и училась на курсах заведующих женских отделов.
С 1924 года заведовала женским отделом Марийского обкома РКП(б), в 1928–1929 годах работала помощником прокурора, затем — заведующей отделом и вторым секретарём Йошкар-Олинского горкома ВКП(б).
В 1938 году была исключена из рядов ВКП(б) как жена врага народа — второго мужа, который в том же году был расстрелян. Позднее восстановлена в партии. 
В 1939—1943 годах трудилась в Йошкар-Олинском горисполкоме заведующей торговым отделом, затем заместителем председателя горисполкома.
С момента образования Медведевского района Марийской республики в 1940 году перешла на советскую и партийную работу в этом районе, где работала вплоть до выхода на пенсию в 1953 году.
Будучи на пенсии, до 1961 года работала в народном суде г. Йошкар-Олы. Затем стала работать с детьми, вести общественную и педагогическую деятельность. Её детищем стала детская комната на общественных началах «Дружба», открытая в Йошкар-Оле в 1962 году.
21 апреля 1969 года за высокие производственные показатели и активное участие в общественной жизни города ей присвоено звание «Почётный гражданин города Йошкар-Олы». Также награждена орденом Красной Звезды и медалями, в том числе медалью «За доблестный труд в Великой Отечественной войне 1941—1945 гг.».

## Признание заслуг
- Орден Красной Звезды (1967) — в связи с 50-летием советской власти[1][3]
- Медаль «За доблестный труд в Великой Отечественной войне 1941—1945 гг.» (1946)[3]
- Почётный гражданин Йошкар-Олы (1969)[1] — за высокие производственные показатели и активное участие в общественной жизни города[4][6]

## Память
Документы и фотографии из личного архива государственного, партийного и общественного деятеля Х. Е. Седельниковой хранятся в Историко-художественном музее п. Медведево Марий Эл. 